# День пам'яті загиблих у Першій світовій війні

Мак — символ дня полеглих у світових війнах

День пам'яті загиблих у Першій світовій війні — день поминання (спочатку — День перемир'я) заснований британським королем Георгом V у 1919 році. Щорічно всі країни Співдружності о 11 годині 11 числа 11 місяця замовкають на дві хвилини. Дві хвилини символізують Першу і Другу світові війни. До 1945 року мовчання тривало всього одну хвилину.
У 1918 році на західному фронті Європи нарешті припинилися обстріли цього дня. Союзники та Німеччина підписали перемир'я у залізничному вагоні в лісі Комп'єні у Франції о 5-й годині ранку. Через шість годин — об 11-й, бойові дії припинилися. Король Великої Британії Георг V оголосив, що дві хвилини мовчання проведуть в 1919 році за чотири дні до святкування першого Дня пам'яті.
Символ Дня поминання — червоні маки. Їх приколюють до одягу, залишають на військових меморіалах на знак поваги до подвигів героїв. В Австралії — завдяки поемі канадського військового лікаря Джона Мак-Крея «У полях Фландрії» маки стали значимими також. На полях Фландрії, де проходили найважчі бої, квітли маки — немов символізуючи пролиту кров солдатів.

## Вшанування в Україні
У цей день у Києві відбувається урочиста церемонія вшанування полеглих воїнів Першої світової війни за участі представники керівництва Міністерства оборони України, Генерального штабу ЗС України, іноземних посольств, державних організацій, капеланів, численних гостей. Військовослужбовці країн Співдружності кладуть вінки та квіти до могили Невідомого солдата в Парку Вічної слави, де також звучать символічні вірші від учасників та молитва за полеглими у війнах. Присутні вшановують полеглих воїнів двома хвилинами мовчання, які символізують Першу і Другу світові війни.